# مدرسة الزهور الصغيرة(إمفال)
مدرسة الزهور الصغيرة في إمفال  في إمفال، مانيبور وهي مدرسة مسيحية كاثوليكية تديرها الأبرشية الرومانية الكاثوليكية في إيمفال 
المدرسة تاسست على يد راهبات ساليزيان، بنات مريم لمساعدة المسيحيين في 10 فبراير 1958, وهي مدرسة كاثوليكية للبنات فقط 